# Yvonne Magwas
Yvonne Magwas (ur. 28 listopada 1979 w Rodewisch) – niemiecka polityk, w latach 2013–2025 deputowana do Bundestagu, od 2021 do 2025 jego wiceprzewodnicząca. Z wykształcenia socjolożka.

## Życiorys

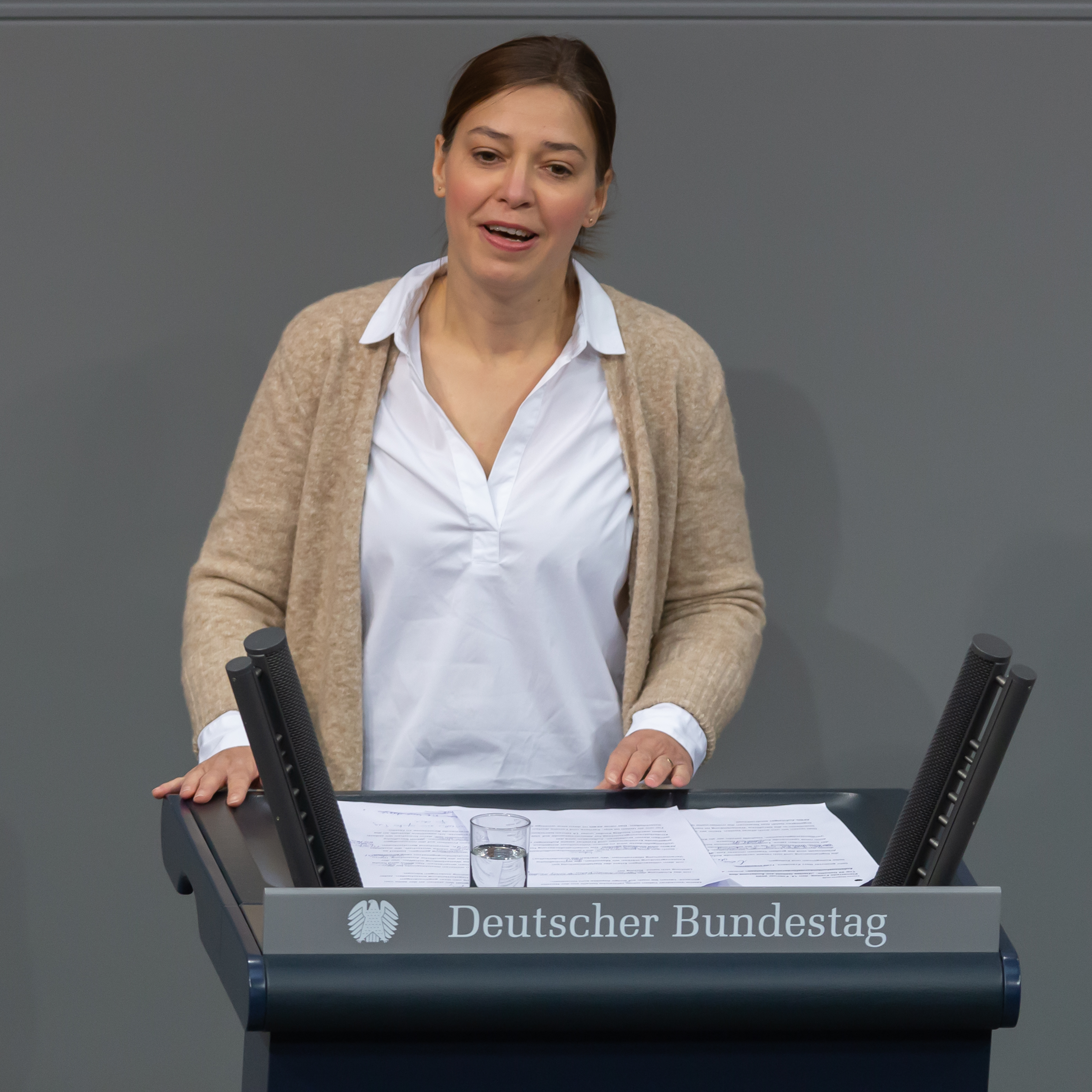
Yvonne Magwas, 2020

Urodziła się w mieście Rodewisch w Saksonii, do szóstego roku życia mieszkała w Falkenstein/Vogtland, a następnie przeniosła się z matką do Rebesgrün, części miasta Auerbach/Vogtland. W 1998 zaangażowała się w kampanię Rudolfa Brauna w wyborach do Bundestagu, w tym samym roku wstąpiła do Junge Union, młodzieżówki Unii Chrześcijańsko-Demokratycznej. W latach 2003–2008 była członkinią zarządu krajowego stowarzyszenia dla Saksonii i Dolnego Śląska, do 2007 była przewodniczącą okręgu Vogtland młodzieżówki. W latach 2003–2009 była radną Auerbachu, a w latach 2003-2005 członkinią rady powiatu Vogtland. W 2006 uzyskała dyplom z socjologii na Uniwersytecie Technicznym w Chemnitz. W 2013 wybrana do Bundestagu z saksońskiej listy krajowej, a w 2017 i 2021 z okręgu jednomandatowego obejmującego jej rodzinny powiat. Od 2015 do 2019 pełniła funkcję wiceprzewodniczącej zarządu rozgłośni Deutschlandradio. W latach 2018–2021 była przewodniczącą frakcji kobiecej Unii Chrześcijańsko-Demokratycznej w parlamencie. Od 2019 ponownie członkini rady powiatu Vogtland. 26 października 2021 większością 600 głosów wybrana na wiceprzewodniczącą Bundestagu. Nie kandydowała w wyborach parlamentarnych w 2025 roku.

## Poglądy
W 2017 głosowała przeciwko legalizacji małżeństw osób tej samej płci w Niemczech. Po rozpoczęciu inwazja Rosji na Ukrainę w 2022 poparła nałożenie silnych sankcji na Rosję. Jest zwolenniczką wprowadzenia podwójnych stanowisk w zarządzie partii, obejmowanych przez kobietę i mężczyznę. W 2024 zrezygnowała z dalszej kariery politycznej, jednocześnie namawiając CDU do wyraźniejszego rozgraniczenia jej od skrajnie prawicowych formacji, m.in. Alternatywy dla Niemiec i ugrupowań neonazistowskich, które nazwała zagrożeniem dla demokracji.

## Życie prywatne
Związana z Markiem Wanderwitzem, innym politykiem CDU, w 2019 urodziła dziecko.